# Veicolo atipico
Veicolo atipico indica una categoria di veicoli indicata dall'art. 59 del codice della strada italiano con specifiche caratteristiche.
Si tratta di veicoli le cui caratteristiche, indicate nella carta di circolazione, non rispondono in tutto o in parte alle specifiche tecniche necessarie al momento della loro immatricolazione e quindi sono soggetti a normative speciali.

## Tipologie
Le principali categorie previste dal codice della strada italiano sono:.
1. motoveicoli o autoveicoli d'epoca (cancellati dal pubblico registro automobilistico) iscritti in apposito elenco;
2. autoveicoli e motoveicoli di interesse storico e collezionistico, iscritti presso registro ASI, Storico Lancia, Italiano Fiat, Italiano Alfa Romeo, Storico FMI;
3. filoveicoli: veicoli a motore elettrico, collegati a linea aerea di alimentazione, eventualmente muniti di motore ausiliario di trazione non necessariamente elettrico;
4. traini turistici che possono trainare, non vincolati da rotaie, fino a 3 rimorchi;
5. veicoli su rotaia (tram);
6. veicoli diplomatici esteri o di organizzazioni internazionali;
7. veicoli immatricolati all'estero;
8. veicoli appartenenti alle forze armate italiane, Polizia di Stato, Guardia di Finanza, Corpo Nazionale dei Vigili del Fuoco, Croce Rossa, protezione civile.[2]

## Veicoli d'epoca
Sono considerati appartenenti alla categoria di veicoli con caratteristiche atipiche i motoveicoli e gli autoveicoli d'epoca, nonché i motoveicoli e gli autoveicoli di interesse storico e collezionistico, ai sensi dell'articolo 60 del Codice della Strada e, ai sensi dell'articolo 80 del Codice della Strada, devono essere sottoposti a revisione annualmente. Fanno eccezione, dall'inizio del 2010,
i veicoli storici per cui le nuove leggi portano a cadenza biennale la revisione.
Per i veicoli atipici senza specifico regolamento, il Ministro dei trasporti e della navigazione, sentiti i Ministri interessati, stabilisce, con proprio decreto:
a) la categoria, fra quelle individuate nel presente capo, alla quale i veicoli atipici devono essere assimilati ai fini della circolazione e della guida; 
b) i requisiti tecnici di idoneità alla circolazione dei medesimi veicoli individuandoli, con criteri di equivalenza, fra quelli previsti per una o più delle categorie succitate. 